# Zasada bezpośredniej skuteczności prawa wspólnotowego
Zasada bezpośredniej skuteczności jest zasadą prawa wspólnotowego. Oznacza ona, iż:
- organy państwa muszą stosować prawo wspólnotowe bezpośrednio, jeżeli to tylko możliwe
- akty prawa wspólnotowego tworzą prawa i obowiązki także dla jednostek, przedsiębiorców, stowarzyszeń; a nie tylko dla państw
- jednostki mogą powoływać się na te prawa przed sądem lub organem administracyjnym.

Zasada ta została wprowadzona, by uniknąć wątpliwości co do skuteczności prawa europejskiego wobec podmiotów innych niż organy państwowe.
Sądy państw członkowskich są zobowiązane udzielić jednostkom ochrony na podstawie prawa wspólnotowego, a w przypadku niezgodności prawa krajowego z wspólnotowym, powinny to uczynić stosując prawo wspólnotowe (zgodnie z zasadą pierwszeństwa tego prawa).

## Warunki bezpośredniej skuteczności norm wspólnotowych[1]
W orzeczeniu w sprawie van Gend & Loos zostały wskazane ogólne warunki bezpośredniej skuteczności norm wspólnotowych:
- norma musi być jasna i bezwarunkowa,
- nakładać na określone podmioty obowiązek podjęcia lub zaniechania określonych działań,
- nadawać się do stosowania bez wprowadzania przez legislatora (krajowego lub wspólnotowego) dodatkowych środków.

Norma może być uznana za wystarczająco jasną (precyzyjną), gdy określa zobowiązanie przy pomocy jednoznacznych, niebudzących wątpliwości postanowień.
Charakter bezwarunkowy oznacza, że dla swego wykonania lub skuteczności norma nie jest uzależniona od spełnienia jakiegokolwiek warunku, np. upływu terminu okresu przejściowego; a także, gdy nie wymaga podjęcia jakichkolwiek środków prawodawczych przez państwa członkowskie lub organy Wspólnoty.